# Zimowa Olimpiada Machabejska 1933
Zimowa Olimpiada Machabejska – olimpiada sportowa zorganizowana przez Wszechświatowy Związek Towarzystw Gimnastyczno-Sportowych Maccabi w Zakopanem między 2 lutego a 5 lutego 1933 roku. Było to, obok dwukrotnie organizowanych zawodów FIS największe wydarzenie sportowe w Zakopanem przed wojną. Wystąpiło w niej 250 sportowców żydowskich z 8 krajów.

## Historia

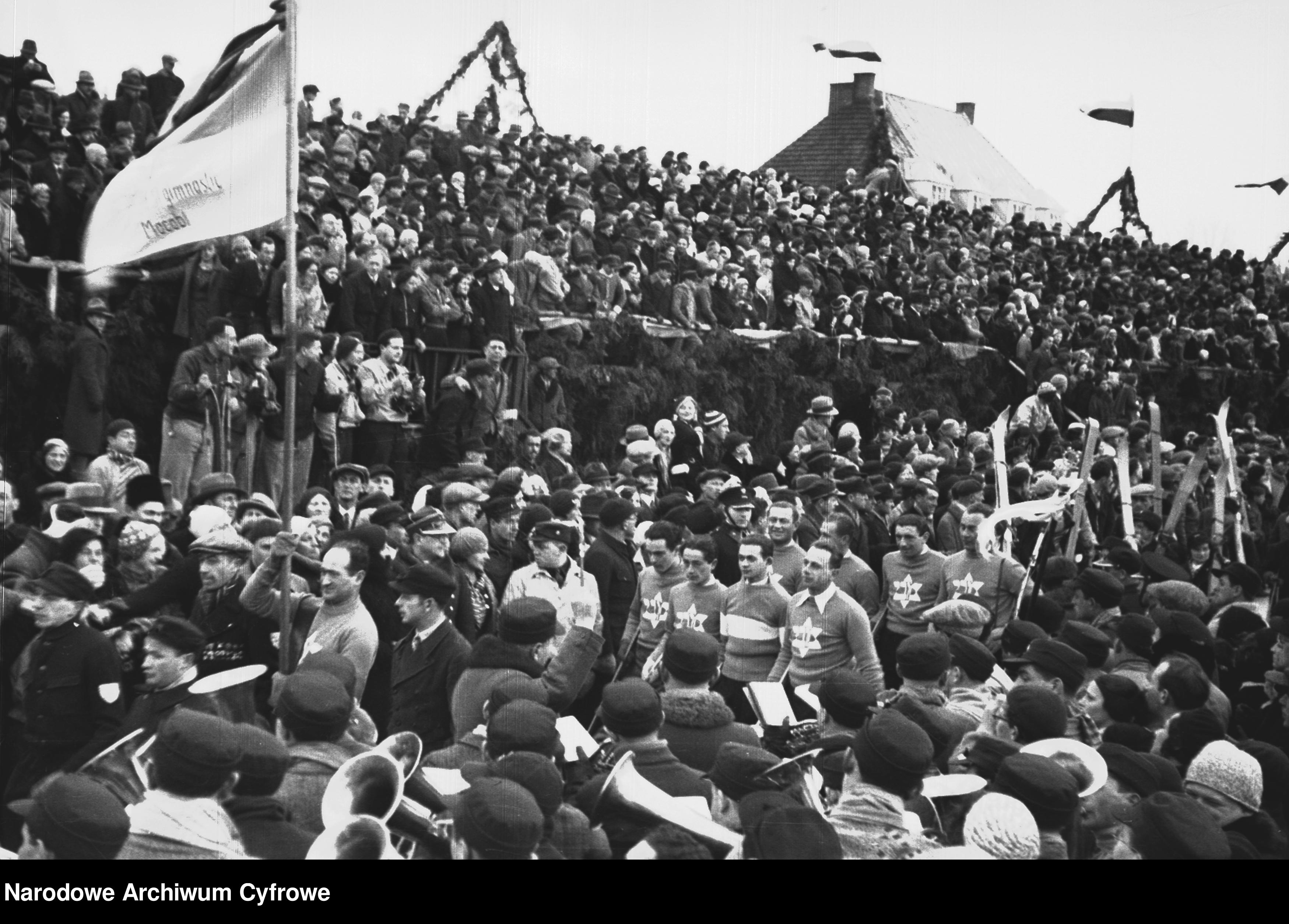
Ceremonia otwarcia Olimpiady Machabejskiej w Zakopanem

Ruch syjonistyczny przykładał wielką wagę do kultu tężyzny i sprawności fizycznej. W 1903 roku w Berlinie powstało pierwsze żydowskie Towarzystwo Gimnastyczne, które później przekształciło się w Światowy Związek Makabi. Nazwa upamiętniała żydowskiego bohatera Judę Machabeusza, przywódcę zwycięskiego powstania Żydów przeciw Grekom w II w. p.n.e. Ruch Makabi zyskał ogromną popularność we wszystkich skupiskach diaspory i w latach trzydziestych zrzeszał około 600 tysięcy sportowców żydowskich w 27 krajach. Jeszcze przed I wojną światową działacze syjonistyczni zabiegali o udział sportowców żydowskich w igrzyskach olimpijskich pod własną flagą. Gdy zabiegi te nie przyniosły rezultatu postanowiono zorganizować żydowskie Igrzyska Olimpijskie pod nazwą Makabiada (Makabija). Pierwsza Makabiada odbyła się w 1932 roku w Tel Awiwie. Wzięło w niej udział 390 sportowców z 18 krajów. Ekipa z Polski, liczącą 66 osób, zajęła pierwsze miejsce przed Austrią i USA, zdobywając 8 złotych medali i 368 punktów. Ten sukces, a także popularność sportu wśród polskich Żydów sprawiły, że organizację pierwszej zimowej Makabiady powierzono Polsce.

## Przebieg zawodów

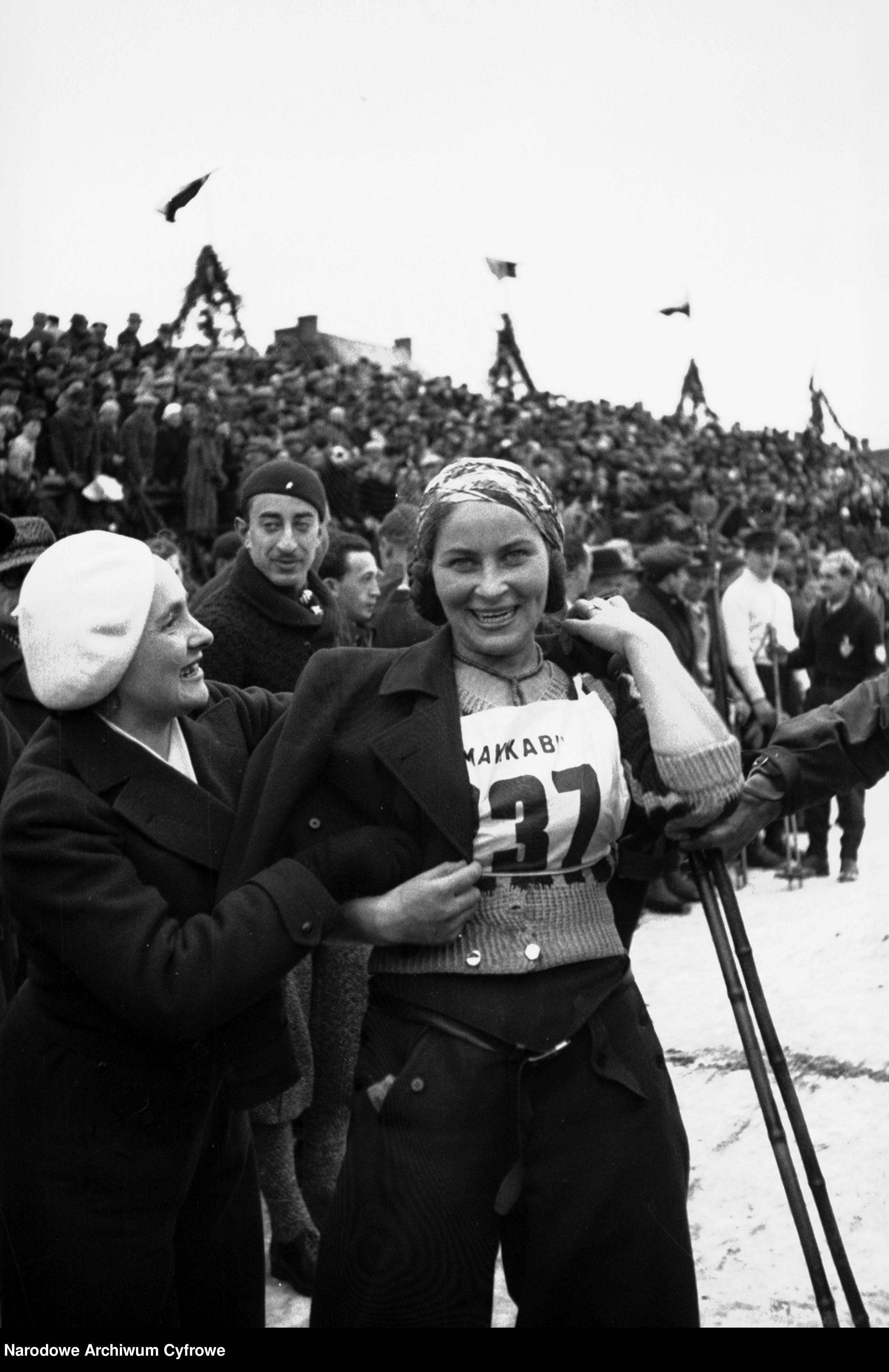
Lidia Szwarcbard podczas Makabiady. w Zakopanem

W zawodach uczestniczyło 250 sportowców z 8 krajów. Najliczniejsza i najsilniejsza była ekipa polska, w której wystąpił Henryk Mückenbrunn, jeden z najlepszych ówczesnych narciarzy na świecie i pięciokrotny mistrz Polski w biegach, konkurencjach alpejskich i skokach. W ceremonii otwarcia na stadionie miejskim uczestniczyło ok. 6 tysięcy widzów, wśród nich prezes PZN, wiceminister komunikacji, budowniczy kolejki na Kasprowy Wierch Aleksander Bobkowski. Zawody objął patronatem Polski Komitet Olimpijski, a Polskie Koleje Państwowe udzieliły przyjeżdżającym do Zakopanego kibicom 50-procentowej zniżki. Zawody relacjonowało kilkudziesięciu dziennikarzy, między innymi z „Le Monde”, „Chicago Tribune” czy „The New York Times”. Gwałtowna odwilż sprawiła, że nie udało się przeprowadzić zawodów we wszystkich konkurencjach. Odwołano m.in. turniej skoków na Wielkiej Krokwi i turniej hokejowy. Udało się jednak przeprowadzić biegi indywidualne i sztafetowe, zawody saneczkowe, konkurs łyżwiarstwa figurowego, a także slalom i bieg zjazdowy w Kotle Gąsienicowym na Kasprowym Wierchu. W sumie, reprezentacja Polski zdobyła 131 punktów, wyprzedzając reprezentacje Czechosłowacji (31 pkt) i Austrii (29 pkt). Gwiazdą zawodów był Henryk Mückenbrunn, który wygrał bieg zjazdowy i slalom (ex aequo z zawodnikiem z Austrii) oraz zajął II miejsce w biegu na 18 kilometrów.
Obok zawodów sportowych odbyło się wiele imprez towarzyszących: wybór Miss Makabiady, odczyty, bale i rauty. Nie obyło się też bez incydentów. Przeciwko organizacji zawodów protestowało miejscowe koło Stronnictwa Narodowego. Trzeciego dnia zawodów zamknięto stadion i start do biegu sztafetowego odbywał się sprzed zamkniętej bramy. Było też sporo niedociągnięć organizacyjnych. Dużą stratą była konieczność odwołania wielu konkurencji. W sumie jednak zimowa Makabiada w Zakopanem była jedną z największych imprez sportowych w tym mieście w okresie międzywojennym.

## Udział Polaków
Polska drużyna zajęła na Makabiadzie I miejsce. Zwycięstwo dla Polski zdobyli między innymi: Izaak Wahrenhaupt w biegu narciarskim na 18 km, Lidia Szwarcbard w biegu na 8 km, Maksymilian i Regina Enkerowie w saneczkarstwie oraz Henryk Mückenbrunn w biegu zjazdowym. W turnieju hokejowym Polska zajęła drugie miejsce.

## Tabela medalowa[2]
| Kraj           | Punktów |
| -------------- | ------- |
| Polska         | 131     |
| Czechosłowacja | 32      |
| Austria        | 29      |
| Rumunia        | 8       |